# Dendrelaphis punctulatus
Dendrelaphis punctulatus – gatunek nadrzewnego węża z rodziny połozowatych (Colubridae).

## Systematyka
Zwierzęta te włącza się do rodziny połozowatych. Starsze źródła również umieszczają Dendrelaphis w tej samej licznej w rodzaje rodzinie Colubridae, używając jednak dawniejszej polskojęzycznej nazwy: wężowate, czyli węże właściwe. Poza tym Colubridae zaliczają do infrapodrzędu Caenophidia, czyli węży wyższych. W obrębie rodziny rodzaj Dendrelaphis należy natomiast do podrodziny Ahaetuliinae.
Dawniej za podgatunek Dendrelaphis punctulatus uznawany był Dendrelaphis striolatus, klasyfikowany obecnie jako osobny gatunek.

## Rozmieszczenie geograficzne
Zasięg występowania Dendrelaphis punctulatus obejmuje obszary położone w Papui-Nowej Gwinei oraz Australii. W tym ostatnim przypadku stroni od głębi lądu, zamieszkując północną Australię Zachodnią, północne Terytorium Północne, północny i wschodni Queensland oraz wschodnią Nową Południową Walię. Według niektórych autorów populacja z Papui-Nowej Gwinei należy do innego gatunku.
Jego siedliska to lasy deszczowe, mangrowce, lasy sklerofilowe wilgotne i suche, wrzosowiska przybrzeżne, a także roślinność otaczająca cieki wodne.

## Ekologia
Jak inni przedstawiciele swego rodzaju Dendrelaphis, wiedzie nadrzewny tryb życia. Żeruje również na ziemi.

## Zagrożenia i ochrona
Nie ma poważnych zagrożeń dla tego gatunku.